# 3084 Kondratyuk
3084 Kondratyuk è un asteroide della fascia principale. Scoperto nel 1977, presenta un'orbita caratterizzata da un semiasse maggiore pari a 2,4372809 UA e da un'eccentricità di 0,2282617, inclinata di 4,14258° rispetto all'eclittica.
L'asteroide è dedicato all'ingegnere sovietico Jurij Kondratjuk.